# Conopora unifacialis
Conopora unifacialis is een hydroïdpoliep uit de familie Stylasteridae. De poliep komt uit het geslacht Conopora. Conopora unifacialis werd in 1991 voor het eerst wetenschappelijk beschreven door Cairns. 